# Marigny-les-Usages
Marigny-les-Usages ist eine französische  mit 1.861 Einwohnern (Stand: 1. Januar 2022) im Département Loiret in der Region Centre-Val de Loire. Sie gehört zum Arrondissement Orléans und zum Kanton Fleury-les-Aubrais.

## Geographie
Die Gemeinde Marigny-les-Usages liegt acht Kilometer nordöstlich der Innenstadt von Orléans am Flüsschen Bionne. Nachbargemeinden von Marigny-les-Usages sind Rebréchien im Norden und Nordosten, Loury im Nordosten, Vennecy im Osten, Boigny-sur-Bionne im Süden, Saint-Jean-de-Braye im Süden und Südwesten, Semoy im Südwesten sowie Chanteau im Westen. Am östlichen Rand der Gemeinde verläuft die frühere Route nationale 152 (heute D 2152).

## Bevölkerungsentwicklung
| Jahr                       | 1962 | 1968 | 1975 | 1982 | 1990 | 1999 | 2006 | 2013 | 2022 |
| Einwohner                  | 307  | 480  | 679  | 913  | 998  | 1172 | 1139 | 1229 | 1861 |
| Quellen: Cassini und INSEE |      |      |      |      |      |      |      |      |      |

## Sehenswürdigkeiten
- Kirche Saint-Saturnin, teilweise aus dem 12. Jahrhundert
- Wasserturm

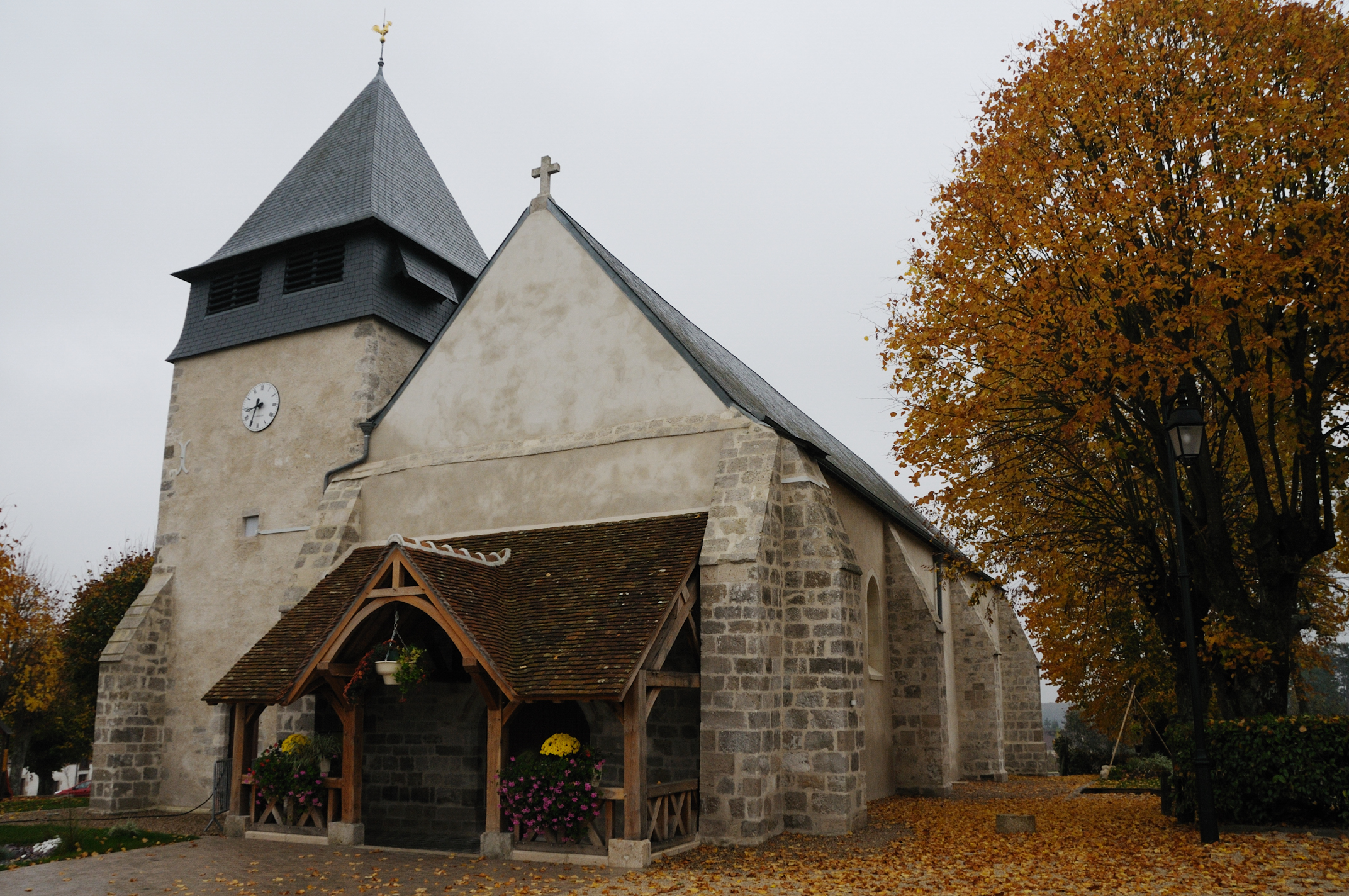
Kirche Saint-Saturnin
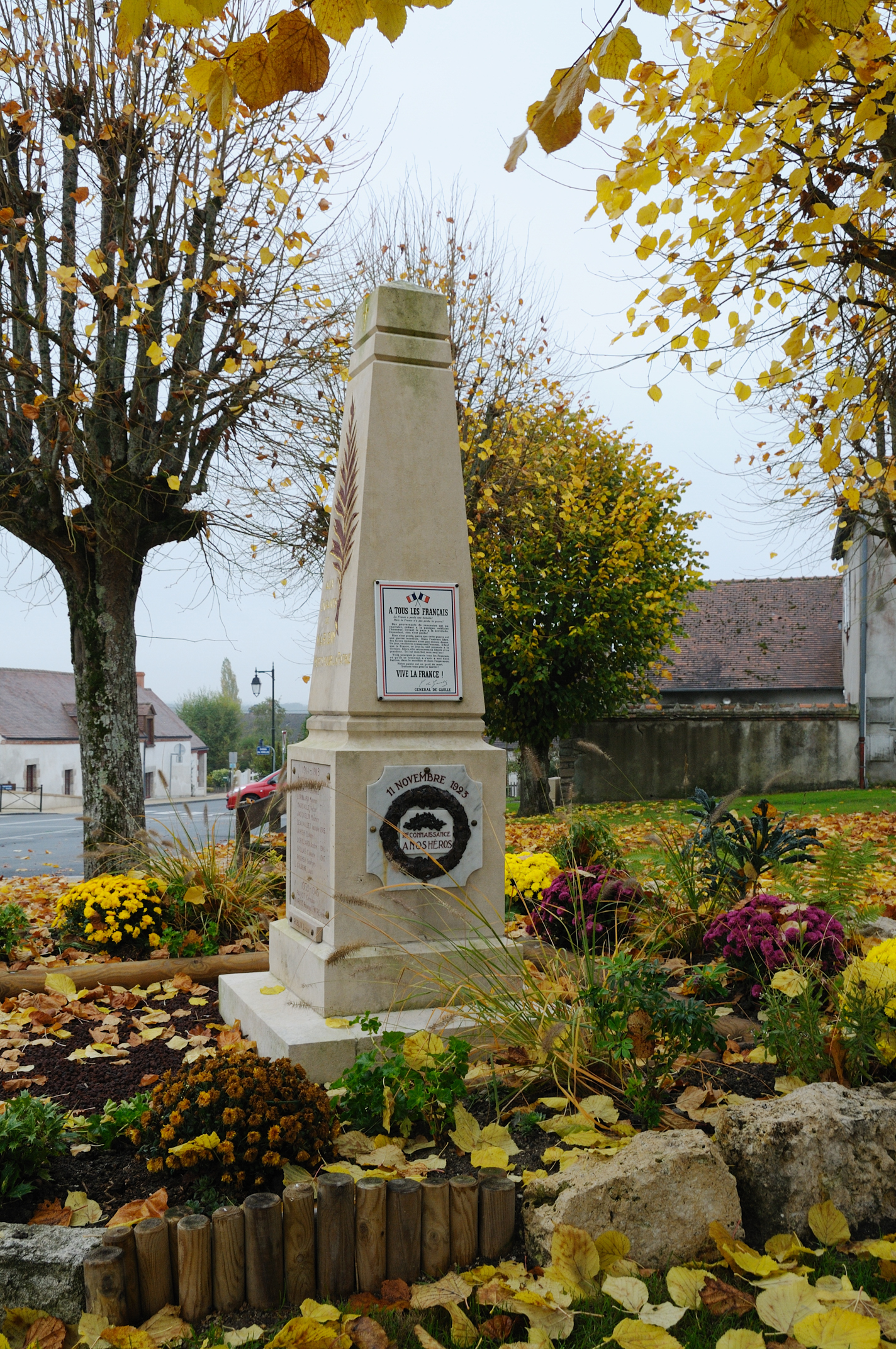
Gefallenendenkmal